# Dmitrij Ivanovskij
Dmitrij Iosifovič Ivanovskij (rusky Дмитрий Иосифович Ивановский; 28. říjnajul./ 9. listopadu 1864greg., vesnice Nizy u Petrohradu, Ruské impérium – 20. duben 1920, Rostov na Donu) byl ruský biolog a zakladatel moderní virologie. Dokázal existenci infekčních původců - virů. Vypracoval metody na rozlišení onemocnění způsobených viry od onemocnění nevirových. V roce 1892 objevil shluky viru tabákové mozaiky v listu tabáku.